# Počitelj

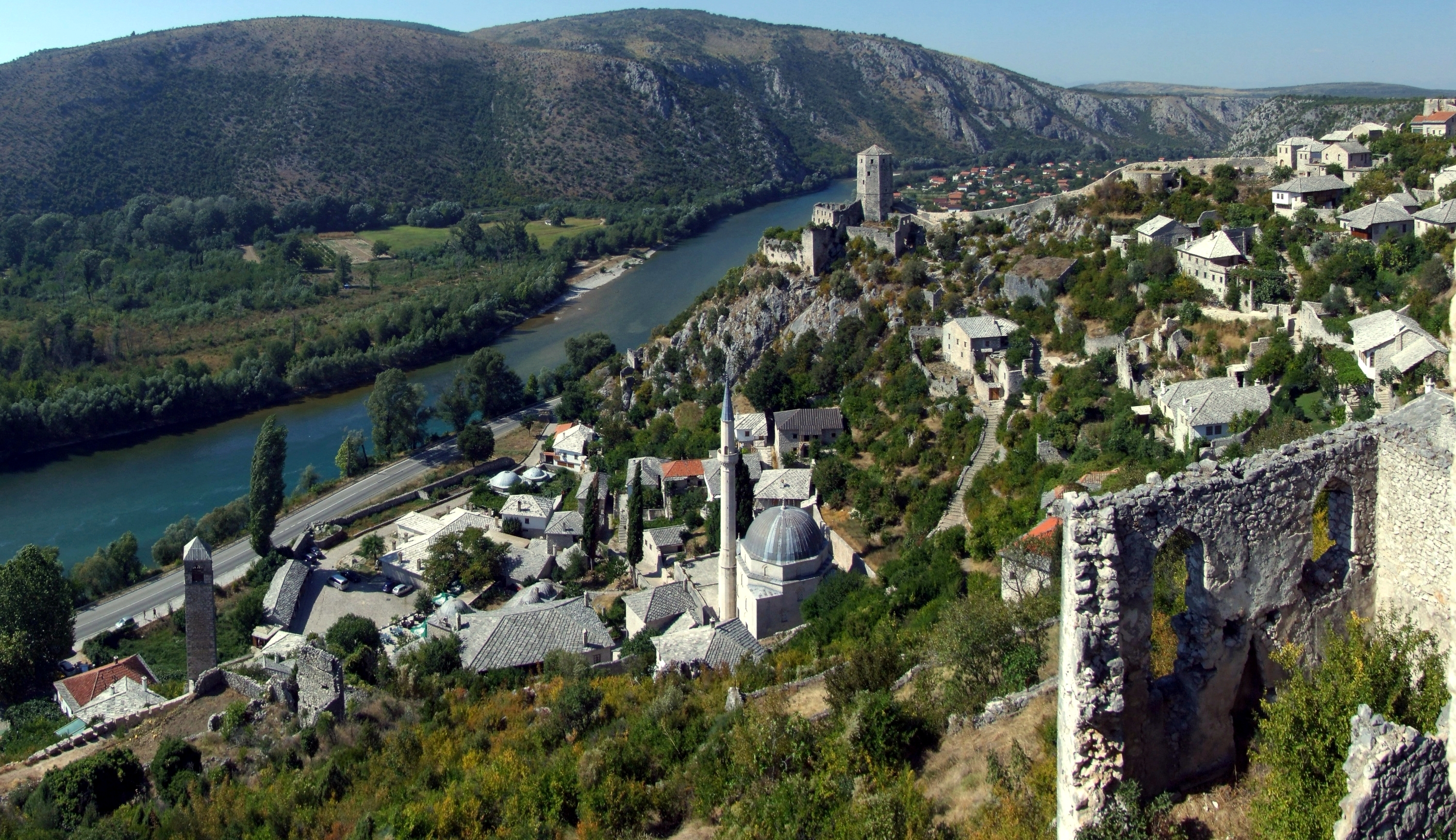

Počitelj este un oraș din Bosnia și Herțegovina.